# 布呂滕
布吕滕（德語：Brütten）是瑞士联邦苏黎世州温特图尔区的市镇。该市镇面积为6.67平方千米，海拔高度610米，2018年12月31日人口数为2,010。

## 外部連結
- 布吕滕官方网站 （页面存档备份，存于） （德文）